# Lijst van burgemeesters van Bruinisse
Dit is een lijst van burgemeesters van de voormalige Nederlandse gemeente Bruinisse in de provincie Zeeland tot 1 januari 1997 toen de plaats onderdeel werd van de nieuwe gemeente Schouwen-Duiveland.
| Ambtsperiode            | Naam burgemeester             | Partij of stroming | Bijzonderheden |
| ----------------------- | ----------------------------- | ------------------ | -------------- |
| 1811 - 1861             | Cornelis van de Stolpe Mz.    |                    |                |
| 1861 - 1864             | J.B. Nederveen                |                    |                |
| 1864 - 1896             | Cornelis Marinus Voorbeijtel  |                    |                |
| 1897 - 1909             | Johannes Elenbaas             |                    |                |
| 1909 - 1939             | Simon Hage                    |                    |                |
| 1939 - 1951             | Wouter van den Berg           | ARP                |                |
| 1951 - 1958             | Hans Karel Michaëlis          | CHU                |                |
| 1959 - 1969             | Cornelis Hendrik van de Linde | CHU                |                |
| 1970 - 1974             | Gijsbertus Hokken             | CHU                |                |
| 1976 - 1989             | Theo Hekman                   | CHU / CDA          |                |
| 1990 - 31 december 1996 | Arnold Vogelaar               | CDA                |                |